# BFB Pattaya City
Der BFB Pattaya City Football Club (thailändisch สโมสรฟุตบอลบีเอฟบี พัทยา ซิตี้) ist ein thailändischer Fußballverein aus Pattaya, der in der Thai League 3 (Eastern Region), der dritthöchsten thailändischen Spielklasse, spielt.

## Geschichte
Der Verein wurde 2021 als Baanfootball Pattaya Football Club in Pattaya gegründet. 2022 spielte der Verein in der Thailand Amateur League. 2023 trat der Verein in der neugeschaffenen vierten Liga, der Thailand Semi-Pro League an. Hier belegte man in der Eastern Region hinter dem Prachinburi City FC den zweiten Platz. Zu Beginn der Saison 2023/24 stieg der Verein in die dritte Liga auf. Hier tritt man ebenfalls in der Eastern Region an. Im Sommer 2023 wurde der Verein in BFB Pattaya City Football Club umbenannt.

## Erfolge
- Thailand Semi-Pro League – Eastern Region: 2023 – 2. Platz  ▲

## Stadion
Seine Heimspiele trägt der Verein im Si Racha Municipal Stadium (thailändisch สนามกีฬาเทศบาลเมืองศรีราชา) in Si Racha aus. Das Stadion hat ein Fassungsvermögen von 5000 Personen.

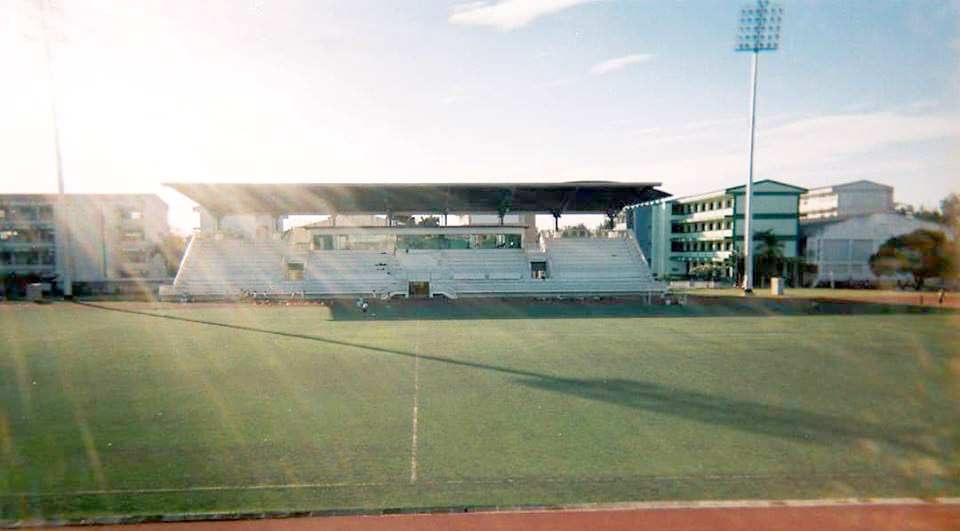
Si Racha Municipal Stadium

## Aktueller Kader
Stand: 1. Februar 2025
| Nr. |          | Position | Name                           |
| --- | -------- | -------- | ------------------------------ |
| 1   | Thailand | TW       | Kandanai kingmahasombat        |
| 2   | Thailand | TW       | Saksith Yangchanin             |
| 4   | Thailand | AB       | Teerapat Salaiwong             |
| 5   | Thailand | AB       | Pitipong Madee                 |
| 6   | Thailand | MF       | Nattapong Karuna               |
| 6   | Thailand | MF       | Nattapong Karuna               |
| 7   | Thailand | ST       | Pawit Koedphon                 |
| 8   | Thailand | AB       | Kanokpoommisak Waingsonsirikul |
| 9   | Thailand | ST       | Thammathon Narikham            |
| 10  | Thailand | MF       | Sumet Chaona                   |
| 11  | Thailand | ST       | Achirawat Saimee               |
| 13  | Thailand | AB       | Athibodee Arsapanom            |
| 14  | Thailand | MF       | Phornsak Pongthong             |
| 15  | Thailand | MF       | Baramee Dangtadthong           |
| 16  | Thailand | AB       | Prachak Chatumma               |
| 17  | Thailand | AB       | Aekkarat Maneekhot             |
| 18  | Thailand | ST       | Mekmongkhon Bunmi              |
| 19  | Thailand | MF       | Techit Seepeepram              |

| Nr. |                | Position | Name                      |
| --- | -------------- | -------- | ------------------------- |
| 21  | Thailand       | MF       | Jamie de la Crollx        |
| 22  | Thailand       | TW       | Putawat Prangthong        |
| 23  | Thailand       | MF       | Kanok Tapsai              |
| 24  | Thailand       | TW       | Naronsak Srirung          |
| 25  | Thailand       | ST       | Sudsakorn Sor Klinmee     |
| 27  | Thailand       | ST       | Masato Sugiharto          |
| 28  | Thailand       | ST       | Phadungkiad Koedphon      |
| 29  | Thailand       | MF       | Sahachard Hirintranukujl  |
| 34  | Thailand       | ST       | Saengarun Kulpaet         |
| 47  | Korea Sud      | ST       | Kim Kyung-soo             |
| 49  | Thailand       | ST       | Aphiwit Sunthonvipat      |
| 54  | Thailand       | AB       | Prawit Bureeted           |
| 66  | Thailand       | AB       | Theerapat Theerachotsakun |
| 69  | Thailand       | AB       | Nontawat Udomsukyawon     |
| 78  | Thailand       | AB       | Phurit Boonparsit         |
| 91  | Elfenbeinküste | ST       | Mohamed Kourouma          |
| 99  | Korea Sud      | ST       | Bae Eun-ho                |

## Saisonplatzierung
| Saison                  | Liga                            | Liga                    | Liga                    | Liga                    | Liga                    | Liga                    | Liga                    | Liga                    | Liga                    | Pokal                   | Pokal                   | Pokal                   |
| Saison                  | Liga                            | Level                   | Spiele                  | S                       | U                       | N                       | Tore                    | Punkte                  | Position                | FA Cup                  | League Cup              | T3 Cup                  |
| Baanfootball Pattaya FC | Baanfootball Pattaya FC         | Baanfootball Pattaya FC | Baanfootball Pattaya FC | Baanfootball Pattaya FC | Baanfootball Pattaya FC | Baanfootball Pattaya FC | Baanfootball Pattaya FC | Baanfootball Pattaya FC | Baanfootball Pattaya FC | Baanfootball Pattaya FC | Baanfootball Pattaya FC | Baanfootball Pattaya FC |
| ----------------------- | ------------------------------- | ----------------------- | ----------------------- | ----------------------- | ----------------------- | ----------------------- | ----------------------- | ----------------------- | ----------------------- | ----------------------- | ----------------------- | ----------------------- |
| 2022                    | Thailand Amateur League         | 5                       |                         |                         |                         |                         |                         |                         |                         | –                       | –                       |                         |
| 2023                    | Thailand Semi-Pro League – East | 4                       | 6                       | 4                       | 1                       | 1                       | 10:4                    | 13                      | 2. ▲                    | –                       | –                       |                         |
| BFB Pattaya City        |                                 |                         |                         |                         |                         |                         |                         |                         |                         |                         |                         |                         |
| 2023/24                 | Thai League 3 – East            | 3                       | 20                      | 6                       | 6                       | 8                       | 23:28                   | 24                      | 8.                      | 1. Runde                | 2. Qualifikationsrunde  | 2. Qualifikationsrunde  |
| 2024/25                 | Thai League 3 – East            | 3                       | 22                      | 7                       | 4                       | 11                      | 26:36                   | 25                      | 9.                      | Qualifikationsrunde     | 1. Qualifikationsrunde  | Gruppenphase            |

## Trainer
| Trainer              | Nation   | von           | bis       |
| -------------------- | -------- | ------------- | --------- |
| Nikorn Anuwan        | Thailand | Januar 2023   | Juli 2023 |
| Surachart Singngon   | Thailand | Juli 2023     |           |
| Aktaporn Chalitaporn | Thailand | Dezember 2023 | Mai 2024  |
| Surachart Singngon   | Thailand | Juli 2024     |           |